# Copa Sony Ericsson Colsanitas 2012
Copa Sony Ericsson Colsanitas 2012 — жіночий тенісний турнір, що проходив на відкритих кортах з ґрунтовим покриттям. Це був 15-й за ліком Copa Colsanitas Santander. Належав до турнірів International в рамках Туру WTA 2012. Відбувся в Club Campestre El Rancho в Боготі (Колумбія). Тривав з 13 до 19 лютого 2012 року. Лара Арруабаррена-Вечіно здобула титул в одиночному розряді.

## Учасниці основної сітки в одиночному розряді

### Сіяні учасниці
| Країна        | Гравчиня                | Рейтинг1 | Сіяні |
| ------------- | ----------------------- | -------- | ----- |
| Нова Зеландія | Марина Еракович         | 56       | 1     |
| Румунія       | Александра Дулгеру      | 61       | 2     |
| Швейцарія     | Роміна Опранді          | 63       | 3     |
| Австралія     | Єлена Докич             | 67       | 4     |
| Аргентина     | Хісела Дулко            | 69       | 5     |
| Франція       | Матільд Жоанссон        | 73       | 6     |
| Іспанія       | Лурдес Домінгес Ліно    | 82       | 7     |
| Австрія       | Патріція Майр-Ахлайтнер | 96       | 8     |

- 1 Рейтинг подано станом на 6 лютого 2012

### Інші учасниці
Нижче наведено учасниць, які отримали вайлд-кард на участь в основній сітці:
- Каталіна Кастаньйо
- Карен Кастібланко
- Юліана Лісарасо

Нижче наведено гравчинь, які пробились в основну сітку через стадію кваліфікації:
- Інес Феррер Суарес
- Сесил Каратанчева
- Паула Ормаечеа
- Ярослава Шведова

### Відмовились від участі
- Сара Еррані (травма правого коліна)

## Учасниці основної сітки в парному розряді

### Сіяні пари
| Країна   | Гравчиня         | Країна    | Гравчиня          | Рейтинг1 | Сіяні |
| -------- | ---------------- | --------- | ----------------- | -------- | ----- |
| Чехія    | Ева Бірнерова    | Росія     | Олександра Панова | 156      | 1     |
| Канада   | Шерон Фічмен     | КНР       | Сунь Шеннань      | 217      | 2     |
| США      | Тетяна Лужанська | Німеччина | Катрін Верле      | 282      | 3     |
| Хорватія | Марія Абрамович  | Канада    | Марі-Ев Пеллетьє  | 283      | 4     |

- 1 Рейтинг подано станом на 6 лютого 2012

### Інші учасниці
Нижче наведено пари, які отримали вайлдкард на участь в основній сітці:
- Карен Кастібланко /  Паула Ормаечеа
- Хісела Дулко /  Паола Суарес

### Знялись
- Роміна Опранді (травма правого коліна)

## Переможниці та фіналістки

### Одиночний розряд
- Лара Арруабаррена-Вечіно —  Олександра Панова 6–2, 7–5
- Для Аррубарени-Вечіно це був перший титул за кар'єру.

### Парний розряд
- Ева Бірнерова /  Олександра Панова —  Менді Мінелла /  Стефані Фегеле, 6–2, 6–2